# Debrah Scarlett
Debrah Scarlett (* 20. Juli 1993 in Basel; eigentlich Joanna Deborah Bussinger) ist eine norwegisch-schweizerische Sängerin. Sie vertrat Norwegen beim Eurovision Song Contest 2015 zusammen mit dem Sänger Mørland.

## Leben und Wirken
Scarlett wurde in Basel geboren, verbrachte aber ihre Grundschulzeit in Nittedal, Akershus in Norwegen. Den Rest ihrer Kindheit und Jugend lebte sie wieder in Basel, wo sie auch die Schule für Gestaltung besuchte. 2013 nahm sie an der Castingshow The Voice – Norges beste stemme, der norwegischen Ausgabe von The Voice, teil. Im Herbst 2014 zog sie nach Oslo.
Am 14. März 2015 gewann sie zusammen mit dem Sänger Mørland den Melodi Grand Prix, die norwegische Vorentscheidung zum Eurovision Song Contest 2015 in Wien, Österreich. Dort vertrat das Duett Norwegen mit dem Titel A Monster Like Me (dt.: Ein Monster wie ich). Mit 102 Punkten erlangten sie den achten Platz. Seit 2020 veröffentlicht sie ihre Musik unter dem Namen Red Moon.